# الأفطح (العصابة)
الأفطح بلدة موريتانية وإحدى بلديات ولاية العصابة.